# Papa Adriano V
Adriano V, nato Ottobono Fieschi dei conti di Lavagna (Genova, 1205 circa – Viterbo, 18 agosto 1276), è stato il 186º papa della Chiesa cattolica nel 1276.
Era il sesto figlio di Teodoro Fieschi, conte di Lavagna, e della di lui consorte Simona.

## Biografia
Ottobono Fieschi apparteneva alla ricchissima ed antica famiglia genovese dei Fieschi, conti di Lavagna. Era figlio di Teodoro (o Tedisio) e di Simona Della Volta e fu fratello di Nicolò (conte di Lavagna e di Torriglia), di Beatrice (signora consorte del Piemonte e contessa consorte di Savoia) e di Opizzo (patriarca di Antiochia 1246–1291], amministratore apostolico dell'arcidiocesi di Nicosia 1254–1256], amministratore apostolico della diocesi di Limassol 1256–1280], amministratore apostolico della diocesi di Trani 1280–1288] e amministratore apostolico dell'arcidiocesi di Genova 1288–1291]).

### Carriera ecclesiastica
Poco si sa della sua giovinezza, se non che intraprese presto la carriera ecclesiastica, ricoprendo in Francia incarichi di canonico e arcidiacono; prima del 1250 fu arcidiacono e canonico del capitolo presso la diocesi di Parma. 

Nel 1251 suo zio Innocenzo IV lo creò cardinale diacono, assegnandogli la diaconia di Sant'Adriano. Ebbe importanti incarichi come legato pontificio sia con lo zio che, successivamente, con Alessandro IV e con Urbano IV, venendo spesso inviato all'estero: durante queste missioni si mise in luce per le sue doti di fine diplomatico.
Nel 1259 venne nominato arciprete della basilica Liberiana (una delle quattro basiliche papali di Roma), carica che mantenne fino alla sua elezione al Soglio Pontificio.
Nel 1265 papa Clemente IV gli affidò un incarico di estrema importanza, inviandolo prima in Francia, presso Luigi IX, e quindi in Inghilterra, per mediare nella difficile vertenza che contrapponeva re Enrico III ai suoi baroni. Pur appoggiando il sovrano, il cardinale Fieschi svolse comunque un'appassionata opera di pacificazione a tutto campo, che gli provocò l'ostilità di Robert di Glover, il quale lo imprigionò per alcuni giorni nella torre di Londra.

Liberato dal re, continuò il suo impegno, ottenendo infine la pace tra le due parti. 
Nella parte finale di quest'ambasceria (1267) fu raggiunto da altri due ecclesiastici: Tedaldo Visconti, il futuro papa Gregorio X, e Benedetto Caetani, anch'egli futuro pontefice con il nome di Bonifacio VIII.
Partecipò successivamente al lunghissimo e celebre conclave viterbese che portò all'elezione di papa Gregorio X, per il quale svolse ancora alcune missioni presso la corte di Carlo d'Angiò, nonostante la sua salute fosse assai peggiorata.

#### Conclavi
Durante il periodo del suo cardinalato Ottobono Fieschi partecipò ai seguenti conclavi ed elezioni papali:
- elezione papale del 1254, che elesse papa Alessandro IV
- elezione papale del 1261, che elesse papa Urbano IV
- elezione papale del 1264-1265, che elesse papa Clemente IV
- elezione papale del 1268-1271, che elesse papa Gregorio X
- conclave del gennaio 1276, che elesse papa Innocenzo V
- conclave del luglio 1276, che elesse papa lui stesso

### L'elezione al Soglio
Morto Gregorio all'inizio del 1276, e deceduto a Roma dopo soli cinque mesi il suo successore Innocenzo V, nella città capitolina ebbe inizio a fine giugno di quel 1276 il conclave per eleggere il nuovo papa. Carlo d'Angiò, che era Senatore di Roma (cioè governatore dell'Urbe), assunse l'incarico di custode del conclave e, per influenzare i cardinali, li sottopose a varie angherie, segregandoli pesantemente in Laterano e riducendo loro drasticamente i viveri, ma commettendo al contempo varie parzialità in favore dei cardinali francesi.
Il fatto indignò i porporati italiani ed il potente cardinale Giangaetano Orsini riuscì a convincere la maggioranza degli elettori a scegliere un "papa di transizione" che li facesse uscire al più presto da quella situazione: fu così eletto (11 luglio 1276) il malandato Ottobono, che prese il nome di Adriano V in onore di Adriano IV, unico papa inglese nella storia della Chiesa, e della diaconia di cui era stato insignito 25 anni prima. Alcuni storici riferiscono che, a coloro che si congratulavano con lui per l'elezione, il nuovo papa abbia detto: «Di che vi rallegrate?... Non era meglio per voi lo avere un Cardinale sano, che un Papa moribondo?...»

### Il pontificato

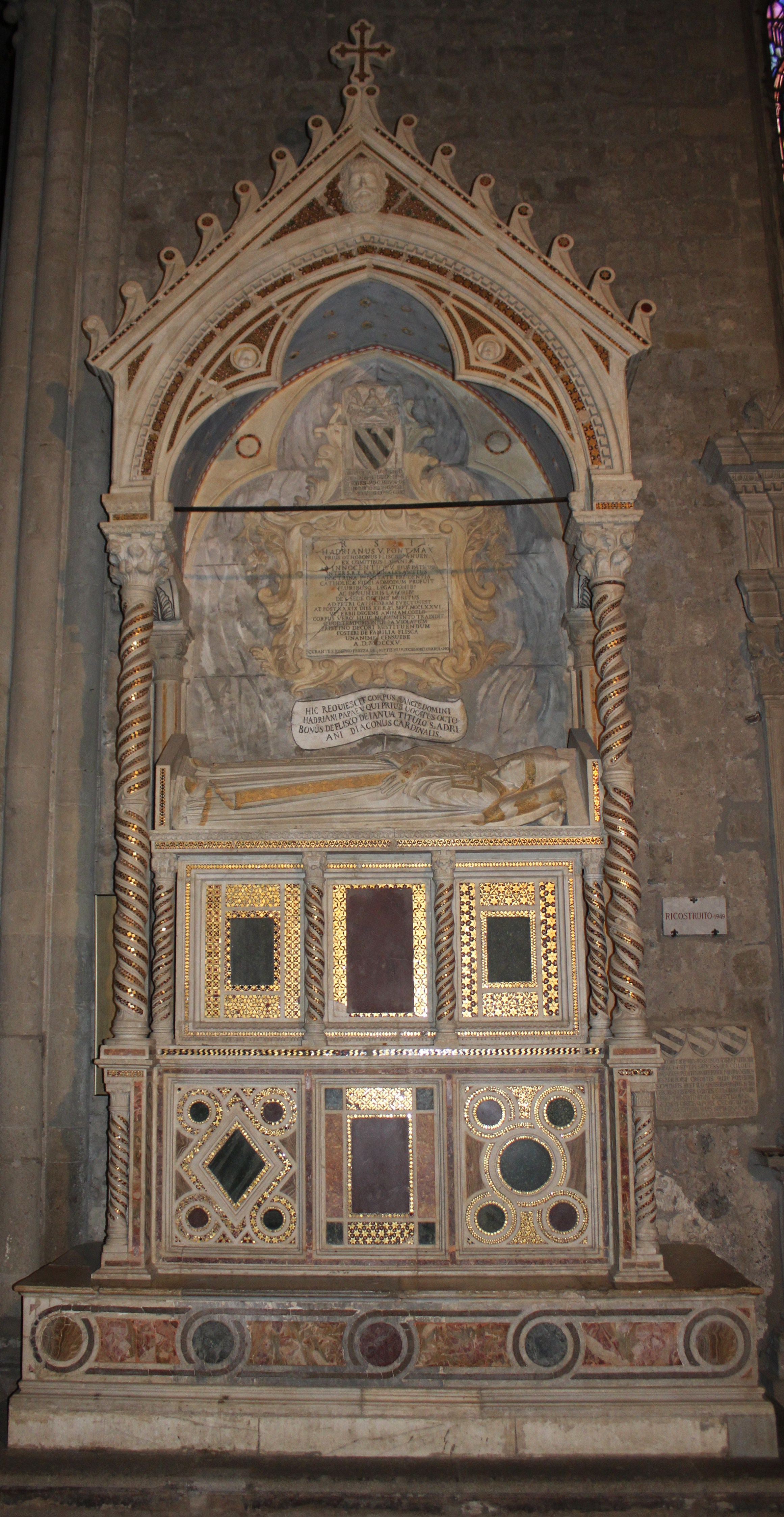
Monumento sepolcrale di Adriano V
basilica di San Francesco alla Rocca, Viterbo

Come suo primo atto il papa convocò in Laterano, nella stessa stanza dove era il suo letto d'infermo, un concistoro segreto, nel quale, ricordando le vessazioni subite durante il conclave, sospese la costituzione apostolica Ubi Periculum, contenente le norme per l'elezione papale, riservandosi di riformarla successivamente (cosa che però non ebbe il tempo di fare).
Quindi, non sopportando più la canicola romana, il pontefice malato si recò, con la sua corte, a Viterbo ove prese dimora nel grande convento francescano adiacente alla basilica di San Francesco alla Rocca. Pochi giorni più tardi morì, senza essere stato ordinato sacerdote né tanto meno incoronato papa, dopo soli 39 giorni di regno (18 agosto 1276). I suoi resti mortali, per volontà della famiglia, riposano nella stessa basilica di San Francesco alla Rocca, in uno splendido monumento sepolcrale, disegnato, con ogni probabilità, da Arnolfo di Cambio e realizzato da uno dei Vassalletto, nota famiglia romana di scultori.
Nel conclave indetto dopo la sua morte, sarebbe stato eletto papa, prima di Giovanni XXI, il cardinale piacentino Vicedomino Vicedomini, che avrebbe anche scelto il nome pontificale di "Gregorio XI" il 5 settembre 1276, ma che sarebbe morto dopo poche ore, il 6 settembre, prima che l'elezione potesse essere proclamata ufficialmente.

#### Concistori per la creazione di nuovi cardinali
Non risulta dalle fonti documentarie che papa Adriano V durante il suo pontificato abbia creato dei cardinali.

## Adriano V nella letteratura
Adriano V è stato "vittima" di due curiosi equivoci: egli viene infatti citato nella Divina Commedia da Dante Alighieri, che lo identifica con precisione e lo colloca nella quinta cornice del Purgatorio fra gli avari e i prodighi, anche se in realtà non sembrano esservi conferme di questa presunta avarizia. Nel medesimo equivoco cadde Francesco Petrarca nel suo Rerum Memorandum Liber,, ma il poeta ne fece successivamente ammenda rettificando il suo errore in una delle epistole raccolte nel Familiarium rerum libri.
Tutto questo avrebbe avuto origine da una cronaca di Giovanni di Salisbury, filosofo e scrittore inglese che fu vescovo di Chartres nella seconda metà del XII secolo, che ascrive a Nicholas Breakspear (divenuto papa con il nome di Adriano IV) una grande avarizia accompagnata da una smodata sete di potere, vizi che, sempre secondo il citato cronista e filosofo inglese, sarebbero scomparsi con l'ascesa al soglio pontificio. 

L'identità del nome pontificale scelto da entrambi i pontefici sarebbe all'origine dei due equivoci. Amara ironia può suscitare il fatto, già citato, che Adriano V abbia scelto il suo nome proprio in omaggio al suo antico predecessore inglese e in ricordo del suo importante soggiorno in Inghilterra, oltre che in omaggio al titolo cardinalizio che 25 anni prima aveva assunto.